# Jacques Masson (Theologe)

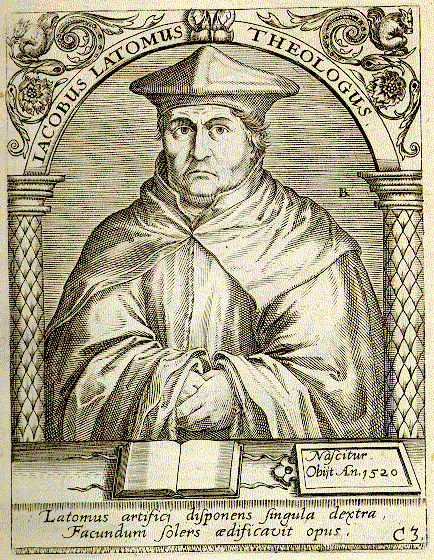
Darstellung des Iacobus Latomus in Boissards Bibliotheca chalcographica (1669)

Jacques Masson oder Iacobus Latomus (* um 1475 in Cambron; † 29. Mai 1544 in Löwen) war ein katholischer Theologe.

## Leben
Latomus, wie er fast ausschließlich genannt wurde, stammte aus der Grafschaft Hennegau. Seine Ausbildung in den artes liberales erhielt er am Collège Montaigu in Paris. Im Jahre 1500 erlangte er den Titel eines Magisters und wurde Leiter des von Johannes Standock neugegründeten Kollegs für arme Studenten (Domus Standonica) in Löwen; zugleich nahm er das Studium der Theologie an der Universität Löwen auf. Jacques Masson wirkte von 1500 bis zu seinem Tode 1544 in Löwen.
Im Jahre 1504 endete seine Amtszeit als Leiter des Kollegs. Masson hielt Vorlesungen an der facultas artium und wurde am 3. November 1510 Mitglied des Akademischen Rates der Universität Löwen. Am 16. August 1519 wurde er zum Doktor der Theologie promoviert. Er war daraufhin Mitglied des Verwaltungsrates der Theologischen Fakultät und in den Jahren 1520, 1526 und 1529 Dekan der Theologischen Fakultät. Im Jahre 1537 war er Rektor der Universität Löwen. Von Robert de Croy, designiertem Bischof von Cambrai, wurde er 1526 zum Chorherren ernannt. Neben Robert de Croy zählte auch Charles de Croy zu Massons Schülern. In der Zwischenzeit hatte er seinen Namen latinisiert und wurde 1535 Ordentlicher Professor und Pfründeninhaber des Sankt-Andreas-Altares in der Löwener Peterskirche.
Gelegentlich trat Jacques Masson als theologischer Berater der Inquisition auf, „z. B. in den Prozessen gegen Jacobus Probst(1522) und gegen William Tyndale (1535–1536)“

## Theologie
Die Grundsätze seiner Theologie entwickelte Latomus in der Auseinandersetzung mit der Schrift Ratio verae theologiae des Erasmus von Rotterdam. Im Gegensatz zum Humanisten Erasmus, der sich in der Theologie vorwiegend auf philologische Erkenntnisse stützt, will Latomus weiter den scholastischen Weg beschreiten, zu dem neben dem Studium der Heiligen Schrift auch Logik, Dialektik, Moralphilosophie und Metaphysik gehören. Dies legt er 1519 in seiner Schrift De trium linguarum et studii theologici ratione dialogus dar.
Eine wichtige Rolle spielte Latomus dann in der Kontroverse mit Martin Luther. Er veröffentlichte 1521 die Schrift Articulorum doctrinae fratris M. Lutheri per theologos Lovanienses damnatorum ratio ex sacris literis et veteribus tractatoribus (im Folgenden „Ratio“ genannt), in der er – anders als andere Kontroverstheologen seiner Zeit – die Ablassthesen Luthers eingehend behandelte und auf eine Reihe von „inconvenientiae“ (Ungereimtheiten) aufmerksam machte. Diese bestehen aus Schlussfolgerungen, durch die Luthers Thesen in der Form einer reductio ad absurdum so überspitzt werden (ohne jedoch ihren Sinn zu entstellen), dass damit ihre Aussageabsicht in das Gegenteil verkehrt wird. Im zweiten Teil der Abhandlung geht Latomus dann auf Luthers Schrift- und Autoritätsbeweise ein und zeigt, dass die Auffassung des Reformators erheblich von der kirchlichen Tradition abweicht und mitunter nicht von den in Anspruch genommenen Bibelstellen oder Väterzitaten gedeckt ist. Hierbei entsprang das literarische Werk einer Vorlesungsreihe, die er mit einem gleichsam seelsorgerlichen Ziel hielt; um nämlich seine Studenten vor der Reformation zu bewahren, in der Masson eine Gefahr für das Seelenheil sah, und gegen die er den ihm Anvertrauten Argumente zur Widerlegung an die Hand geben wollte.
In der weiteren Auseinandersetzung mit Luther gelangt Latomus schließlich zu dem Schluss, dass er Luthers Schriftverständnis nicht teilen könne. Anhand von Luthers Auslegung des Gleichnisses vom Barmherzigen Samariter (Lk 10,25-37 ) bemerkt Latomus, dass Luthers Auslegung derjenigen der Kirchenväter widerspreche und belegt dies mit einem Zitat aus den Werken des Heiligen Hieronymus. Daraus schließt er, dass Luther die kirchliche Auslegungstradition insgesamt missachte und sieht sich zu der persönlichen Aussage veranlasst:

„Dies ist meine Überzeugung, von der ich nicht weiche, bis ich die Gründe sehe, mich von ihr zu lösen.“

Damit lässt Latomus erkennen, dass er weder Luthers Methode der Schriftauslegung noch dessen Unterscheidung von donum und gratia folgen kann, die jener in den Ablassthesen und bei deren Verteidigung entwickelt hatte. Er kommt zu dem Schluss, Luther habe nie richtig über Gnade und Sünde nachgedacht und gesprochen, weil er die Schrift anerkenne, die Väter jedoch ablehne.

## Wirkung
In seinen Abhandlungen bezog Jacques Masson Stellung gegen zwei der bekanntesten Gelehrten seiner Zeit, Erasmus von Rotterdam und Martin Luther. Während Erasmus es bei einer einzigen Apologie beließ und später nicht mehr auf Latomus einging, zeigte Luther, der kurz nach Erscheinen der Ratio auf die Wartburg geflohen war, sich zunächst äußerst aufgebracht. Zwölf Jahre später (1533) spricht Luther jedoch wertschätzend über Latomus, dieser sei „der gelehrteste unter den Gegnern“, während er 1546, kurz vor seinem Tode und zwei Jahre nach Latomus’ Ableben, eine – unvollendet gebliebene – Streitschrift mit dem Titel Gegen die Pariser und Löwener Esel verfasste, in der er wiederum Latomus scharf angriff. Für Luther blieb Latomus damit zeit seines Lebens ebenso präsent wie seine Einstellung zu dem „Scholast“ ambivalent war.
Bis in das 20. Jahrhundert blieben die Schriften des Jacobus Latomus weitgehend unbeachtet, und Lutherforscher zogen ihre Erkenntnisse darüber hauptsächlich aus Luthers Erwiderungen. Eine Ausnahme bildet Joachim Rogge, für ihn gehört Latomus zu den „sehr wenigen römisch-katholischen Theologen, die sich überhaupt mit Luther wissenschaftlich und ernsthaft auseinandersetzten“ und sich nicht mit der Verurteilung seiner Lehre begnügten.
Erst zu Beginn des 21. Jahrhunderts fand sich in der Johannes a Lasco Bibliothek in Emden ein bis dahin unbeachteter Erstdruck der „Ratio“ von 1521, der das wissenschaftliche Interesse an Jacques Masson wieder aufleben ließ.

## Werke
- De trium linguarum et studii theologici ratione dialogus. (Antwerpen 1519)
- Articulorum doctrinae fratris M. Lutheri per theologos Lovanienses damnatorum ratio ex sacris literis et veteribus tractatoribus. (Antwerpen 1521)
- De primatus pontificis adversus Lutherum. (1525)
- De confessione secreta. (Antwerpen 1525)
- Confutationum adversus Guililmum Tindalum. (1542)
- Duae epistolae, una in libellum de ecclesia, Philippo Melanchthoni adscripta; altera contra orationem factiosorum in comitiis Ratisbonensibus habitam. (Antwerpen 1544)
- Opera omnia. (Löwen 1550)